# Route nationale 454
Die N454 war von 1933 bis 1973 eine französische Nationalstraße, die zwischen Cussy-les-Forges und Recey-sur-Ource verlief. Ihre Gesamtlänge betrug 92 Kilometer. Der nördlichste Abschnitt zwischen der N396 und dem Abzweig der D102 am südlichen Ortsrand Recey wurde nie als durchgängig befestigte Straße ausgebaut. Dieser Abschnitt ist mangels Ausschilderung von Süden her nur mit Vorwissen zu finden. Von Recey her kann man es an der Ausschilderung vermuten: Auf dem „Ortsende“-Schild ist D954 angebracht, aber wenige Meter weiter macht die Straße einen leichten Linksbogen mit Abzweig geradeaus, wo bei der durchgängigen Führung der Straße ein Wegweiserschild mit "D102" aufgestellt ist.